# Sagittaria longiloba
Sagittaria longiloba är en svaltingväxtart som beskrevs av Georg George Engelmann och Jared Gage Smith. Sagittaria longiloba ingår i släktet pilbladssläktet, och familjen svaltingväxter. Inga underarter finns listade.